# Марта Урбанова
Марта Урбанова (чеськ. Marta Urbanová, 14 жовтня 1960) — чеська хокеїстка на траві.
Срібна призерка Олімпійських Ігор 1980 року.